# George Talbot, IX conte di Shrewsbury
George Talbot, IX conte di Shrewsbury (19 dicembre 1566 – 2 aprile 1630), è stato un presbitero inglese.

## Biografia
Era il figlio di Sir John Talbot (morto nel 1611) di Grafton Manor, nel Worcestershire. Studiò all'estero: ad Amiens e a Roma, diventando un sacerdote della Chiesa cattolica.
Fu ministro alla corte di Massimiliano I, elettore di Baviera a Monaco di Baviera.
Egli era, secondo alcune voci, il nobile anonimo inglese che, nel 1612, donò denaro sufficiente per consentire ai gesuiti di istituire un collegio a Lovanio.

## Morte
Morì nel 1630 e fu sepolto nella tomba di famiglia presso la chiesa parrocchiale di Albrighton (nei pressi di Wolverhampton) nello Shropshire. Gli succedette suo nipote, John Talbot, figlio di suo fratello John Talbot di Longford Hall, Shropshire